# Cupa Mondială de Sărituri cu schiurile - sezonul 2015–2016
Ediția din 2015-16 a Cupei Mondiale la Sărituri cu schiurile este a 37-a pentru bărbați și a 5-a pentru femei. Va începe la data de 21 noiembrie 2015 in Klingenthal, Germania și se va încheia la 20 martie 2016 la Planica, Slovenia.
La masculin Severin Freund își va apăra titlul și Germania își va apăra titlul pe țări.
La feminin Daniela Iraschko-Stolz își va apăra titlul și Austria își va apăra titlul pe țări.

Almatî, capitala Kazahstanului va găzdui un concurs de cupă mondială pentru prima dată în istorie. 

## Calendar

### Masculin
| No.                                                                                 | Sezon                                                                               | Dată                                                                                | Locație                                                                             | Trambulină                                                                          | Mărime                                                                              | Câștigător                                                       | Locul 2                                                          | Locul 3                                                          | Liderul Cupei Mondiale                                           | Det.                                                             |
| ----------------------------------------------------------------------------------- | ----------------------------------------------------------------------------------- | ----------------------------------------------------------------------------------- | ----------------------------------------------------------------------------------- | ----------------------------------------------------------------------------------- | ----------------------------------------------------------------------------------- | ---------------------------------------------------------------- | ---------------------------------------------------------------- | ---------------------------------------------------------------- | ---------------------------------------------------------------- | ---------------------------------------------------------------- |
| 871                                                                                 | 1                                                                                   | 22 Nov 2015                                                                         | Klingenthal                                                                         | Vogtland Arena HS 140                                                               | LH                                                                                  | Daniel-Andre Tande                                               | Peter Prevc                                                      | Severin Freund                                                   | Daniel-Andre Tande                                               | [ 3 ]                                                            |
|                                                                                     |                                                                                     | 27 Nov 2015                                                                         | Kuusamo/Ruka                                                                        | Rukatunturi HS 142                                                                  | LH                                                                                  | vânt puternic; programată într-o singură rundă în ziua următoare | vânt puternic; programată într-o singură rundă în ziua următoare | vânt puternic; programată într-o singură rundă în ziua următoare | vânt puternic; programată într-o singură rundă în ziua următoare | vânt puternic; programată într-o singură rundă în ziua următoare |
| 28 Nov 2015^                                                                        | Kuusamo/Ruka                                                                        | Rukatunturi HS 142                                                                  | LH                                                                                  | runda amânată; zăpada a început să se topească                                      | runda amânată; zăpada a început să se topească                                      | runda amânată; zăpada a început să se topească                   | runda amânată; zăpada a început să se topească                   | runda amânată; zăpada a început să se topească                   |                                                                  |                                                                  |
| 28 Nov 2015                                                                         | Kuusamo/Ruka                                                                        | Rukatunturi HS 142                                                                  | LH                                                                                  | vânt puternic după ce au sărit 43 din 70 schiori                                    | vânt puternic după ce au sărit 43 din 70 schiori                                    | vânt puternic după ce au sărit 43 din 70 schiori                 | vânt puternic după ce au sărit 43 din 70 schiori                 | vânt puternic după ce au sărit 43 din 70 schiori                 |                                                                  |                                                                  |
| 872                                                                                 | 2                                                                                   | 5 Dec 2015^                                                                         | Lillehammer                                                                         | Lysgårdsbakken HS 138                                                               | LH                                                                                  | Severin Freund                                                   | Kenneth Gangnes                                                  | Andreas Stjernen                                                 | Severin Freund                                                   | [ 4 ]                                                            |
| 873                                                                                 | 3                                                                                   | 6 Dec 2015                                                                          | Lillehammer                                                                         | Lysgårdsbakken HS 138                                                               | LH                                                                                  | Kenneth Gangnes                                                  | Peter Prevc                                                      | Johann André Forfang                                             | Severin Freund                                                   | [ 5 ]                                                            |
| 874                                                                                 | 4                                                                                   | 12 Dec 2015                                                                         | Nijni Taghil                                                                        | Tramplin Stork HS 134                                                               | LH                                                                                  | Severin Freund                                                   | Peter Prevc                                                      | Joachim Hauer                                                    | Severin Freund                                                   | [ 6 ]                                                            |
| 875                                                                                 | 5                                                                                   | 13 Dec 2015                                                                         | Nijni Taghil                                                                        | Tramplin Stork HS 134                                                               | LH                                                                                  | Peter Prevc                                                      | Michael Hayböck                                                  | Johann André Forfang                                             | Peter Prevc                                                      | [ 7 ]                                                            |
| 876                                                                                 | 6                                                                                   | 19 Dec 2015                                                                         | Engelberg                                                                           | Gross-Titlis-Schanze HS 137                                                         | LH                                                                                  | Peter Prevc                                                      | Domen Prevc                                                      | Noriaki Kasai                                                    | Peter Prevc                                                      | [ 8 ]                                                            |
| 877                                                                                 | 7                                                                                   | 20 Dec 2015                                                                         | Engelberg                                                                           | Gross-Titlis-Schanze HS 137                                                         | LH                                                                                  | Peter Prevc                                                      | Michael Hayböck                                                  | Kenneth Gangnes                                                  | Peter Prevc                                                      | [ 9 ]                                                            |
| 878                                                                                 | 8                                                                                   | 29 Dec 2015                                                                         | Oberstdorf                                                                          | Schattenbergschanze HS 137                                                          | LH                                                                                  | Severin Freund                                                   | Michael Hayböck                                                  | Peter Prevc                                                      | Peter Prevc                                                      | [ 10 ]                                                           |
| 879                                                                                 | 9                                                                                   | 1 Ian 2016                                                                          | Garmisch-Partenkirchen                                                              | Große Olympiaschanze HS 140                                                         | LH                                                                                  | Peter Prevc                                                      | Kenneth Gangnes                                                  | Severin Freund                                                   | Peter Prevc                                                      | [ 11 ]                                                           |
| 880                                                                                 | 10                                                                                  | 3 Ian 2016                                                                          | Innsbruck                                                                           | Bergiselschanze HS 130                                                              | LH                                                                                  | Peter Prevc                                                      | Severin Freund                                                   | Kenneth Gangnes                                                  | Peter Prevc                                                      | [ 12 ]                                                           |
| 881                                                                                 | 11                                                                                  | 6 Ian 2016                                                                          | Bischofshofen                                                                       | Paul-Ausserleitner-Schanze HS 140                                                   | LH                                                                                  | Peter Prevc                                                      | Severin Freund                                                   | Michael Hayböck                                                  | Peter Prevc                                                      | [ 13 ]                                                           |
| General Ediția a 64-a a Turneului celor Patru Trambuline (29 Dec 2015 – 6 Ian 2016) | General Ediția a 64-a a Turneului celor Patru Trambuline (29 Dec 2015 – 6 Ian 2016) | General Ediția a 64-a a Turneului celor Patru Trambuline (29 Dec 2015 – 6 Ian 2016) | General Ediția a 64-a a Turneului celor Patru Trambuline (29 Dec 2015 – 6 Ian 2016) | General Ediția a 64-a a Turneului celor Patru Trambuline (29 Dec 2015 – 6 Ian 2016) | General Ediția a 64-a a Turneului celor Patru Trambuline (29 Dec 2015 – 6 Ian 2016) | Peter Prevc                                                      | Severin Freund                                                   | Michael Hayböck                                                  |                                                                  |                                                                  |
| 882                                                                                 | 12                                                                                  | 10 Ian 2016                                                                         | Willingen                                                                           | Mühlenkopfschanze HS 145                                                            | LH                                                                                  | Peter Prevc                                                      | Kenneth Gangnes                                                  | Severin Freund                                                   | Peter Prevc                                                      | [ 14 ]                                                           |
| Campionatul Mondial de Sărituri cu schiurile 2016 (15-17 Ian)                       |                                                                                     |                                                                                     |                                                                                     |                                                                                     |                                                                                     |                                                                  |                                                                  |                                                                  |                                                                  |                                                                  |
| 883                                                                                 | 13                                                                                  | 24 Ian 2016                                                                         | Zakopane                                                                            | Wielka Krokiew HS 134                                                               | LH                                                                                  | Stefan Kraft                                                     | Michael Hayböck                                                  | Peter Prevc                                                      | Peter Prevc                                                      | [ 15 ]                                                           |
| 884                                                                                 | 14                                                                                  | 30 Ian 2016                                                                         | Sapporo                                                                             | Ōkurayama HS 134                                                                    | LH                                                                                  | Peter Prevc                                                      | Domen Prevc                                                      | Robert Kranjec                                                   | Peter Prevc                                                      | [ 16 ]                                                           |
| 885                                                                                 | 15                                                                                  | 31 Ian 2016                                                                         | Sapporo                                                                             | Ōkurayama HS 134                                                                    | LH                                                                                  | Anders Fannemel                                                  | Johann André Forfang                                             | Noriaki Kasai                                                    | Peter Prevc                                                      | [ 17 ]                                                           |
|                                                                                     |                                                                                     | 7 Feb 2016                                                                          | Oslo                                                                                | Holmenkollbakken HS 134                                                             | LH                                                                                  | vânt puternic și ceață densă                                     | vânt puternic și ceață densă                                     | vânt puternic și ceață densă                                     | vânt puternic și ceață densă                                     | vânt puternic și ceață densă                                     |
| 886                                                                                 | 16                                                                                  | 10 Feb 2016                                                                         | Trondheim                                                                           | Granåsen HS 140                                                                     | LH                                                                                  | Peter Prevc                                                      | Stefan Kraft                                                     | Noriaki Kasai                                                    | Peter Prevc                                                      | [ 18 ]                                                           |
| 887                                                                                 | 17                                                                                  | 12 Feb 2016                                                                         | Vikersund                                                                           | Vikersundbakken HS 225                                                              | FH                                                                                  | Robert Kranjec                                                   | Kenneth Gangnes                                                  | Noriaki Kasai                                                    | Peter Prevc                                                      | [ 19 ]                                                           |
| 888                                                                                 | 18                                                                                  | 13 Feb 2016                                                                         | Vikersund                                                                           | Vikersundbakken HS 225                                                              | FH                                                                                  | Peter Prevc                                                      | Johann André Forfang                                             | Robert Kranjec                                                   | Peter Prevc                                                      | [ 20 ]                                                           |
| 889                                                                                 | 19                                                                                  | 14 Feb 2016                                                                         | Vikersund                                                                           | Vikersundbakken HS 225                                                              | FH                                                                                  | Peter Prevc                                                      | Stefan Kraft                                                     | Andreas Stjernen                                                 | Peter Prevc                                                      | [ 21 ]                                                           |
| 890                                                                                 | 20                                                                                  | 19 Feb 2016                                                                         | Lahti                                                                               | Salpausselkä HS 130                                                                 | LH                                                                                  | Michael Hayböck                                                  | Daniel-André Tande                                               | Severin Freund                                                   | Peter Prevc                                                      | [ 22 ]                                                           |
| 891                                                                                 | 21                                                                                  | 21 Feb 2016                                                                         | Lahti                                                                               | Salpausselkä HS 130                                                                 | LH                                                                                  | Michael Hayböck                                                  | Karl Geiger                                                      | Taku Takeuchi                                                    | Peter Prevc                                                      | [ 23 ]                                                           |
| 892                                                                                 | 22                                                                                  | 23 Feb 2016                                                                         | Kuopio                                                                              | Puijo HS 127                                                                        | LH                                                                                  | Michael Hayböck                                                  | Daniel-André Tande                                               | Stefan Kraft                                                     | Peter Prevc                                                      | [ 24 ]                                                           |
| 893                                                                                 | 23                                                                                  | 27 Feb 2016                                                                         | Almatî                                                                              | Gorney Gigant HS 140                                                                | LH                                                                                  | Peter Prevc                                                      | Michael Hayböck                                                  | Severin Freund                                                   | Peter Prevc                                                      | [ 25 ]                                                           |
| 894                                                                                 | 24                                                                                  | 28 Feb 2016                                                                         | Almatî                                                                              | Gorney Gigant HS 140                                                                | LH                                                                                  | Peter Prevc                                                      | Severin Freund                                                   | Daniel-André Tande                                               | Peter Prevc                                                      | [ 26 ]                                                           |
| 895                                                                                 | 25                                                                                  | 4 Mar 2016                                                                          | Wisła                                                                               | Malinka HS 134                                                                      | LH                                                                                  | Roman Koudelka                                                   | Kenneth Gangnes                                                  | Noriaki Kasai                                                    | Peter Prevc                                                      | [ 27 ]                                                           |
|                                                                                     |                                                                                     | 5 Mar 2016                                                                          | Wisła                                                                               | Malinka HS 134                                                                      | LH                                                                                  | vânt puternic                                                    | vânt puternic                                                    | vânt puternic                                                    | vânt puternic                                                    | vânt puternic                                                    |
| 896                                                                                 | 27                                                                                  | 12 Mar 2016                                                                         | Titisee-Neustadt                                                                    | Hochfirstschanze HS 142                                                             | LH                                                                                  | Johann André Forfang                                             | Peter Prevc                                                      | Kenneth Gangnes                                                  | Peter Prevc                                                      | [ 28 ]                                                           |
|                                                                                     |                                                                                     | 13 Mar 2016                                                                         | Titisee-Neustadt                                                                    | Hochfirstschanze HS 142                                                             | LH                                                                                  | vânt puternic; reprogramat la Planica                            | vânt puternic; reprogramat la Planica                            | vânt puternic; reprogramat la Planica                            | vânt puternic; reprogramat la Planica                            | vânt puternic; reprogramat la Planica                            |
| 897                                                                                 | 27                                                                                  | 17 martie 2016                                                                      | Planica                                                                             | Letalnica bratov Gorišek HS 225                                                     | FH                                                                                  | Peter Prevc                                                      | Johann André Forfang                                             | Robert Kranjec                                                   | Peter Prevc                                                      | [ 29 ]                                                           |
| 898                                                                                 | 28                                                                                  | 18 Mar 2016                                                                         | Planica                                                                             | Letalnica bratov Gorišek HS 225                                                     | FH                                                                                  | Robert Kranjec                                                   | Peter Prevc                                                      | Johann André Forfang                                             | Peter Prevc                                                      | [ 30 ]                                                           |
| 899                                                                                 | 29                                                                                  | 20 Mar 2016                                                                         | Planica                                                                             | Letalnica bratov Gorišek HS 225                                                     | FH                                                                                  |                                                                  |                                                                  |                                                                  |                                                                  |                                                                  |

### Feminin
| No.        | Sezon  | Dată                               | Locație      | Trambulină                         | Mărime | Câștigătoare | Locul 2 | Locul 3 | Tricoul galben | Det. |
| ---------- | ------ | ---------------------------------- | ------------ | ---------------------------------- | ------ | --- | --- | --- | --- | --- |
| 61         | 1      | 4 Dec 2015                         | Lillehammer  | Lysgårdsbakken HS 100              | NH     | Sara Takanashi | Maja Vtic | Maren Lundby | Sara Takanashi | [ 31 ] |
| 62         | 2      | 12 Dec 2015                        | Nijni Taghil | Tramplin Stork HS 100              | NH     | Daniela Iraschko-Stolz | Sara Takanashi | Eva Pinkelnig | Sara Takanashi | [ 32 ] |
| 63         | 3      | 13 Dec 2015                        | Nijni Taghil | Tramplin Stork HS 100              | NH     | Sara Takanashi | Yuki Ito | Chiara Hölzl | Sara Takanashi | [ 33 ] |
| 64         | 4      | 16 Ian 2016                        | Sapporo      | Miyanomori HS 100                  | NH     | Sara Takanashi | Ema Klinec | Daniela Iraschko-Stolz | Sara Takanashi | [ 34 ] |
| 65         | 5      | 17 Ian 2016                        | Sapporo      | Miyanomori HS 100                  | NH     | Sara Takanashi | Daniela Iraschko-Stolz | Jacqueline Seifriedsberger | Sara Takanashi | [ 35 ] |
| 66         | 6      | 22 Ian 2016                        | Zaō          | Yamagata HS 100                    | NH     | Sara Takanashi | Daniela Iraschko-Stolz | Maja Vtič | Sara Takanashi | [ 36 ] |
| 67         | 7      | 23 Ian 2016                        | Zaō          | Yamagata HS 100                    | NH     | Sara Takanashi | Maja Vtič | Ema Klinec | Sara Takanashi | [ 37 ] |
| 68         | 8      | 30 Ian 2016                        | Oberstdorf   | Schattenbergschanze HS 106         | NH     | Sara Takanashi | Daniela Iraschko-Stolz | Ema Klinec | Sara Takanashi | [ 38 ] |
| 69         | 9      | 31 Ian 2016                        | Oberstdorf   | Schattenbergschanze HS 106         | NH     | Sara Takanashi | Daniela Iraschko-Stolz | Maren Lundby | Sara Takanashi | [ 39 ] |
| 70         | 10     | 4 Feb 2016                         | Oslo         | Holmenkollbakken HS 134            | LH     | Sara Takanashi | Maren Lundby | Irina Avvakumova | Sara Takanashi | [ 40 ] |
| 71         | 11     | 6 Feb 2016                         | Hinzenbach   | Aigner-Schanze HS 94               | NH     | Sara Takanashi | Daniela Iraschko-Stolz | Maren Lundby | Sara Takanashi | [ 41 ] |
| 72         | 12     | 7 Feb 2016                         | Hinzenbach   | Aigner-Schanze HS 94               | NH     | Sara Takanashi | Daniela Iraschko-Stolz | Jacqueline Seifriedsberger | Sara Takanashi | [ 42 ] |
| 73         | 13     | 13 Feb 2016                        | Ljubno       | Savina Ski Jumping Center HS 95    | NH     | Maja Vtič | Sara Takanashi | Špela Rogelj | Sara Takanashi | [ 43 ] |
| 74         | 14     | 14 Feb 2016                        | Ljubno       | Savina Ski Jumping Center HS 95    | NH     | Daniela Iraschko-Stolz | Maja Vtič | Chiara Hölzl | Sara Takanashi | [ 44 ] |
| 75         | 15     | 19 Feb 2016                        | Lahti        | Salpausselkä HS 100                | NH     | Sara Takanashi | Maja Vtič | Yūki Itō | Sara Takanashi | [ 45 ] |
| 76         | 16     | 27 Feb 2016                        | Almatî       | Gorney Gigant HS 106               | NH     | Sara Takanashi | Daniela Iraschko-Stolz | Jacqueline Seifriedsberger | Sara Takanashi | [ 46 ] |
| 77         | 17     | 28 Feb 2016                        | Almatî       | Gorney Gigant HS 106               | NH     | Sara Takanashi | Daniela Iraschko-Stolz | Maja Vtič | Sara Takanashi | [ 47 ] |
|            |        | 5 Mar 2016                         | Râșnov       | Trambulina Valea Cărbunării HS 100 | NH     | vreme caldă și lipsă a zăpezii; din moment ce finalul sezonului nu poate fi reprogramat globul de cristal și trofeul cupei națiunilor la feminin vor fi acordate în mode excepționalîmpreună cu cele la masculin la Planica | vreme caldă și lipsă a zăpezii; din moment ce finalul sezonului nu poate fi reprogramat globul de cristal și trofeul cupei națiunilor la feminin vor fi acordate în mode excepționalîmpreună cu cele la masculin la Planica | vreme caldă și lipsă a zăpezii; din moment ce finalul sezonului nu poate fi reprogramat globul de cristal și trofeul cupei națiunilor la feminin vor fi acordate în mode excepționalîmpreună cu cele la masculin la Planica | vreme caldă și lipsă a zăpezii; din moment ce finalul sezonului nu poate fi reprogramat globul de cristal și trofeul cupei națiunilor la feminin vor fi acordate în mode excepționalîmpreună cu cele la masculin la Planica | vreme caldă și lipsă a zăpezii; din moment ce finalul sezonului nu poate fi reprogramat globul de cristal și trofeul cupei națiunilor la feminin vor fi acordate în mode excepționalîmpreună cu cele la masculin la Planica |
| 6 Mar 2016 | Râșnov | Trambulina Valea Cărbunării HS 100 | NH           |                                    |        | vreme caldă și lipsă a zăpezii; din moment ce finalul sezonului nu poate fi reprogramat globul de cristal și trofeul cupei națiunilor la feminin vor fi acordate în mode excepționalîmpreună cu cele la masculin la Planica | vreme caldă și lipsă a zăpezii; din moment ce finalul sezonului nu poate fi reprogramat globul de cristal și trofeul cupei națiunilor la feminin vor fi acordate în mode excepționalîmpreună cu cele la masculin la Planica | vreme caldă și lipsă a zăpezii; din moment ce finalul sezonului nu poate fi reprogramat globul de cristal și trofeul cupei națiunilor la feminin vor fi acordate în mode excepționalîmpreună cu cele la masculin la Planica | vreme caldă și lipsă a zăpezii; din moment ce finalul sezonului nu poate fi reprogramat globul de cristal și trofeul cupei națiunilor la feminin vor fi acordate în mode excepționalîmpreună cu cele la masculin la Planica | vreme caldă și lipsă a zăpezii; din moment ce finalul sezonului nu poate fi reprogramat globul de cristal și trofeul cupei națiunilor la feminin vor fi acordate în mode excepționalîmpreună cu cele la masculin la Planica |

### Echipe bărbați
| No. | Sezon | Dată        | Locație     | Trambulină                      | Mărime | Câștigător                                                                       | Locul 2                                                                           | Locul 3                                                                   | Tricoul galben                       | Det.                                 |
| --- | ----- | ----------- | ----------- | ------------------------------- | ------ | -------------------------------------------------------------------------------- | --------------------------------------------------------------------------------- | ------------------------------------------------------------------------- | ------------------------------------ | ------------------------------------ |
| 76  | 1     | 21 Nov 2015 | Klingenthal | Vogtland Arena HS 140           | LH     | Germania Andreas Wellinger Andreas Wank Richard Freitag Severin Freund           | Slovenia Domen Prevc Jurij Tepeš Anže Lanišek Peter Prevc                         | Austria Michael Hayböck Gregor Schlierenzauer Manuel Fettner Stefan Kraft | Germania                             | [ 49 ]                               |
| 77  | 2     | 9 Ian 2016  | Willingen   | Mühlenkopfschanze HS 145        | LH     | Germania Andreas Wank Andreas Wellinger Richard Freitag Severin Freund           | Norvegia Andreas Stjernen Daniel-André Tande Kenneth Gangnes Johann André Forfang | Austria Stefan Kraft Manuel Poppinger Manuel Fettner Michael Hayböck      | Germania                             | [ 50 ]                               |
| 78  | 3     | 23 Ian 2016 | Zakopane    | Wielka Krokiew HS 134           | LH     | Norvegia Anders Fannemel Andreas Stjernen Daniel-André Tande Kenneth Gangnes     | Austria Stefan Kraft Manuel Poppinger Manuel Fettner Michael Hayböck              | Polonia Andrzej Stękała Maciej Kot Stefan Hula, Jr. Kamil Stoch           | Norvegia                             | [ 51 ]                               |
| 79  | 4     | 6 Feb 2016  | Oslo        | Holmenkollbakken HS 134         | LH     | Slovenia Jurij Tepeš Domen Prevc Robert Kranjec Peter Prevc                      | Norvegia Daniel-André Tande Anders Fannemel Johann André Forfang Kenneth Gangnes  | Japonia Taku Takeuchi Kento Sakuyama Daiki Itō Noriaki Kasai              | Norvegia                             | [ 52 ]                               |
|     |       | 20 Feb 2016 | Lahti       | Salpausselkä HS 130 (noapte)    | LH     | vânt puternic; reprogramat la Kuopio                                             | vânt puternic; reprogramat la Kuopio                                              | vânt puternic; reprogramat la Kuopio                                      | vânt puternic; reprogramat la Kuopio | vânt puternic; reprogramat la Kuopio |
| 80  | 5     | 22 Feb 2016 | Kuopio      | Puijo HS 127 (night)            | LH     | Norvegia Kenneth Gangnes Daniel-André Tande Anders Fannemel Johann André Forfang | Germania Andreas Wank Richard Freitag Andreas Wellinger Severin Freund            | Japonia Taku Takeuchi Kento Sakuyama Daiki Itō Noriaki Kasai              | Norvegia                             | [ 54 ]                               |
| 81  | 6     | 19 Mar 2016 | Planica     | Letalnica bratov Gorišek HS 225 | FH     |                                                                                  |                                                                                   |                                                                           |                                      |                                      |

## Clasament: Masculin
| Loc |                                | Puncte |
| --- | ------------------------------ | ------ |
| 1   | Peter Prevc (record de puncte) | 2203   |
| 2   | Severin Freund                 | 1454   |
| 3   | Kenneth Gangnes                | 1303   |
| 4   | Michael Hayböck                | 1261   |
| 5   | Johann André Forfang           | 1180   |
| 6   | Stefan Kraft                   | 980    |
| 7   | Daniel-André Tande             | 963    |
| 8   | Noriaki Kasai                  | 859    |
| 9   | Richard Freitag                | 656    |
| 10  | Anders Fannemel                | 641    |

| Loc |                      | Puncte |
| --- | -------------------- | ------ |
| 1   | Peter Prevc          | 430    |
| 2   | Robert Kranjec       | 320    |
| 3   | Johann André Forfang | 288    |
| 4   | Kenneth Gangnes      | 260    |
| 5   | Stefan Kraft         | 213    |
| 6   | Severin Freund       | 211    |
| 7   | Noriaki Kasai        | 198    |
| 8   | Michael Hayböck      | 187    |
| 9   | Andreas Stjernen     | 162    |
| 10  | Daniel-André Tande   | 157    |

| Loc |          | Puncte |
| --- | -------- | ------ |
| 1   | Norvegia | 7028   |
| 2   | Slovenia | 5558   |
| 3   | Germania | 5336   |
| 4   | Austria  | 4565   |
| 5   | Japonia  | 3006   |
| 6   | Polonia  | 2114   |
| 7   | Cehia    | 1864   |
| 8   | Elveția  | 761    |
| 9   | Finlanda | 256    |
| 10  | Franța   | 217    |

| Loc |                                | Puncte |
| --- | ------------------------------ | ------ |
| 1   | Peter Prevc (record de puncte) | 1139.4 |
| 2   | Severin Freund                 | 1112.9 |
| 3   | Michael Hayböck                | 1081.6 |
| 4   | Kenneth Gangnes                | 1073.5 |
| 5   | Stefan Kraft                   | 1036.2 |
| 6   | Johann André Forfang           | 1035.5 |
| 7   | Noriaki Kasai                  | 1013.2 |
| 8   | Anders Fannemel                | 1010.1 |
| 9   | Richard Freitag                | 1001.4 |
| 10  | Andreas Wank                   | 974.4  |

| Loc |                      | Franci elvețieni |
| --- | -------------------- | ---------------- |
| 1   | Peter Prevc          | 238.800          |
| 2   | Severin Freund       | 165.900          |
| 3   | Kenneth Gangnes      | 163.800          |
| 4   | Michael Hayböck      | 145.100          |
| 5   | Johann André Forfang | 144.000          |
| 6   | Daniel-André Tande   | 129.800          |
| 7   | Stefan Kraft         | 116.800          |
| 8   | Noriaki Kasai        | 94.900           |
| 9   | Anders Fannemel      | 92.050           |
| 10  | Richard Freitag      | 85.950           |

## Clasamente: Feminin
| Loc |                            | Puncte |
| --- | -------------------------- | ------ |
| 1   | Sara Takanashi             | 1610   |
| 2   | Daniela Iraschko-Stolz     | 1139   |
| 3   | Maja Vtič                  | 908    |
| 4   | Jacqueline Seifriedsberger | 695    |
| 5   | Chiara Hölzl               | 632    |
| 6   | Maren Lundby               | 586    |
| 7   | Irina Avvakumova           | 572    |
| 8   | Yūki Itō                   | 505    |
| 9   | Ema Klinec                 | 426    |
| 10  | Špela Rogelj               | 415    |

| Loc |                            | Puncte |
| --- | -------------------------- | ------ |
| 1   | Austria                    | 2886   |
| 2   | Japonia                    | 2565   |
| 3   | Slovenia                   | 2290   |
| 4   | Germania                   | 1358   |
| 5   | Rusia                      | 787    |
| 6   | Norvegia                   | 707    |
| 7   | Statele Unite ale Americii | 445    |
| 8   | Italia                     | 382    |
| 9   | Franța                     | 298    |
| 10  | Canada                     | 229    |

| Loc |                            | Franci elvețieni |
| --- | -------------------------- | ---------------- |
| 1   | Sara Takanashi             | 48.300           |
| 2   | Daniela Iraschko-Stolz     | 34.095           |
| 3   | Maja Vtič                  | 26.970           |
| 4   | Jacqueline Seifriedsberger | 20.850           |
| 5   | Chiara Hölzl               | 18.960           |
| 6   | Maren Lundby               | 17.550           |
| 7   | Irina Avvakumova           | 16.875           |
| 8   | Yūki Itō                   | 14.930           |
| 9   | Ema Klinec                 | 12.465           |
| 10  | Špela Rogelj               | 12.255           |